# بيتي بايج
بيتي بايج (بالإنجليزية: Bettie Page)‏ (22 أبريل 1923 - 11 ديسمبر 2008) هي عارضة أمريكية اشتهرت في خمسينات القرن العشرين.